# Un réveillon
Un réveillon est une nouvelle de Guy de Maupassant, parue en 1882.

## Historique
Un réveillon est initialement publiée dans la revue  Gil Blas du 5 janvier 1882, sous le pseudonyme de Maufrigneuse, puis dans le recueil Mademoiselle Fifi en 1882.  

## Résumé
Le narrateur chasse depuis un mois chez son cousin en Normandie. Entendant sonner les cloches, ils réalisent que c'est le jour du réveillon de Noël. La bonne leur précise alors que ces cloches sonnent aussi en raison de la mort d'un berger apprécié des environs, le Père Fournels. Après avoir assisté à la messe, les deux hommes vont apporter leurs condoléances au petit-fils du défunt et son épouse, ces gens dînent sur un coffre faisant usage de table.  
Quand ils veulent voir le défunt pour lui rendre un dernier hommage, les parents du mort sont gênés, il faut même élever la voix pour que la femme accepte de leur montrer le vieux berger qui est dans le coffre qui leur sert de table à manger ; afin de libérer une place dans leur lit commun.

## Édition française
- Un réveillon, Maupassant, contes et nouvelles, texte établi et annoté par Louis Forestier, Bibliothèque de la Pléiade, éditions Gallimard, 1974  (ISBN 978 2 07 010805 3).